# Bel-Air (stacja metra)
Bel-Air - stacja linii nr 6 metra w Paryżu. Stacja znajduje się w Bel-Air w 12. dzielnicy Paryża.  Została otwarta 1 marca 1909 r.